# Cyclophora puppillaria granti
Cyclophora puppillaria granti é uma subespécie de insetos lepidópteros, mais especificamente de traças, pertencente à família Geometridae.
A autoridade científica da subespécie é Prout, tendo sido descrita no ano de 1935.
Trata-se de uma subespécie presente no território português.